# Кровельное ограждение

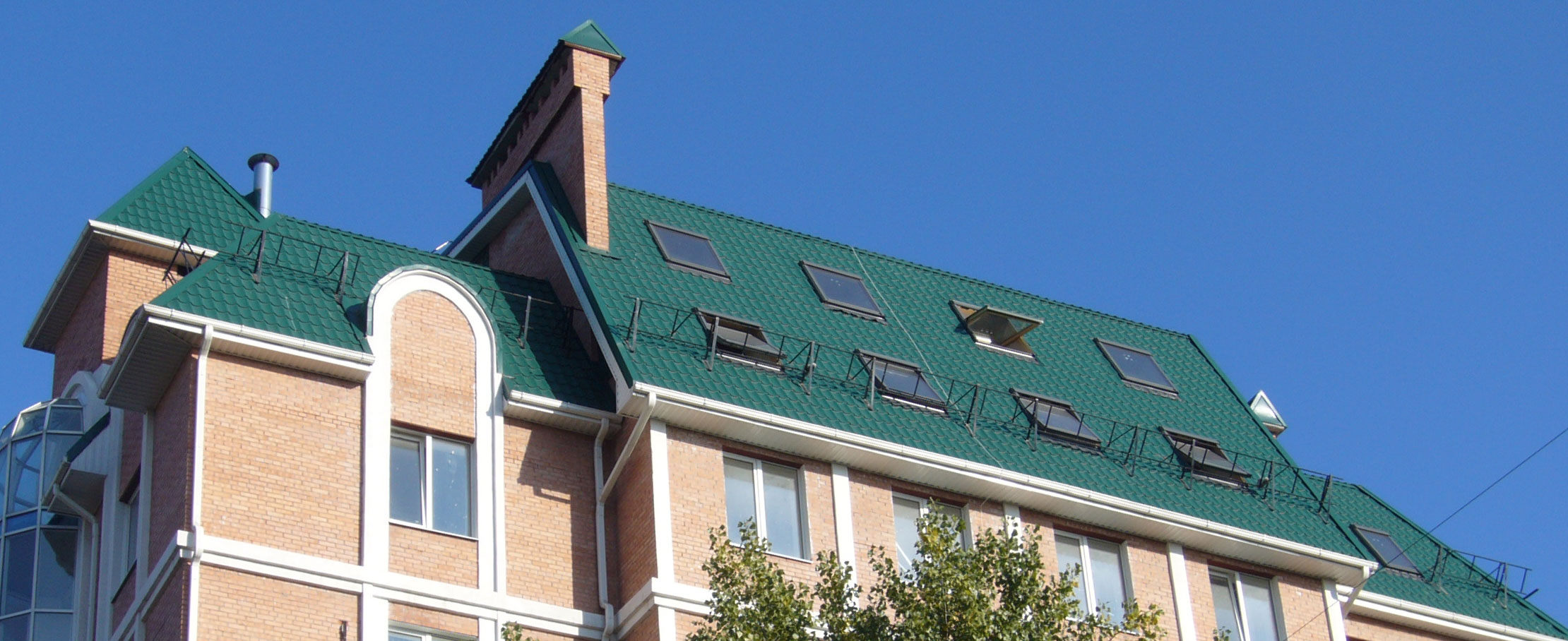
Кровельное ограждение на крыше здания

Ограждение кровельное — вертикальный ограждающий элемент безопасности кровли предназначенный для обеспечения безопасности (недоступная ссылка) людей при передвижении по кровле и предотвращения их падения при эксплуатации, ремонте и обслуживании кровли.
Чаще всего кровельные ограждения устанавливаются по краю кровли по всему её периметру.

## Предназначение и описание
Кровельные ограждения представляют собой невысокий «заборчик», состоящий из стоек, соединённых на нескольких уровнях горизонтальными перекладинами и имеющий специальные элементы для надёжного закрепления на кровле.  Для более удобного передвижения по кровле кровельное ограждение может быть установлено на переходной мостик для кровли.
Кровельные ограждения изготавливаются из различных металлов в зависимости от типа кровли и материала кровельного покрытия. При выборе кровельного ограждения и способа крепления для определённого кровельного покрытия, необходимо учитывать химическое взаимодействие металлов в процессе эксплуатации кровли. К примеру, для кровель из оцинкованного металла, используются системы ограждений из стали. При таком сочетании необходимо учитывать вопрос коррозионной стойкости и, как следствие, надёжности и долговечности таких конструкций. По причине того, что кровля эксплуатируется в агрессивной среде, спустя несколько лет следует проводить полную ревизию кровельных ограждений, при необходимости осуществлять их замену во избежание их некачественной эксплуатации.

## Обязательное использование
Во многих европейских странах[каких?] наличие кровельных ограждений[каких?] на крышах зданий высотой более одного этажа[прояснить] здания или сооружения [прояснить] является обязательным юридически.
В России в некоторых случаях[каких?] установка кровельного ограждения является обязательной и регламентируется нормативными актами:
- ФЗ N 123-ФЗ от 22 июля 2008 г. «Технический регламент о требованиях пожарной безопасности» статья 90.
- СНиП 31-06-2009 «Общественные здания и сооружения».
- СНиП 31-01-2003 «Здания жилые многоквартирные» п. 7.2.14, 8.3, 8.11.
- СНиП 31-05-2003 «Общественные здания административного назначения». Кровельное ограждение на административном здании

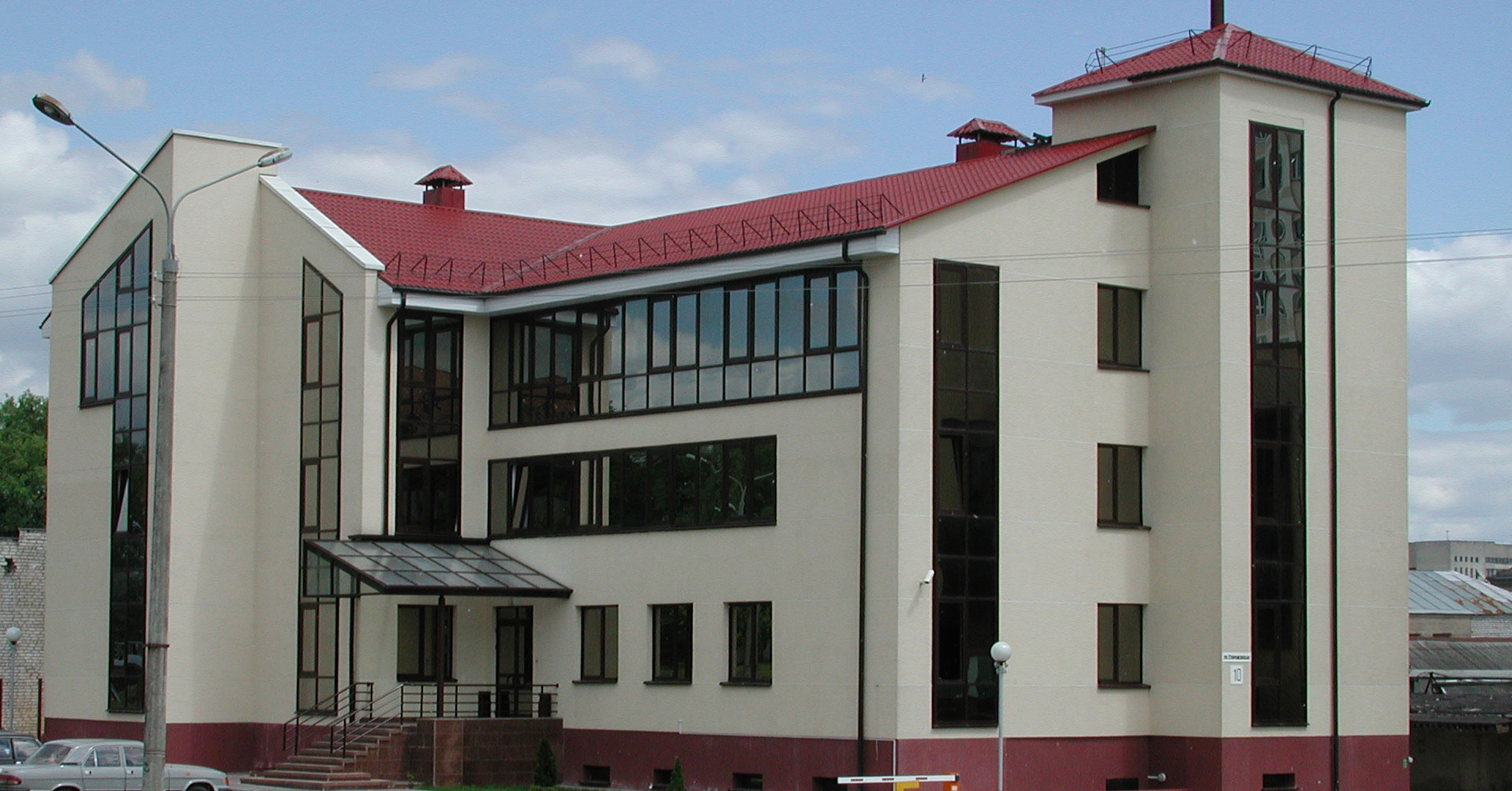
Кровельное ограждение на административном здании

- СНиП 21-01-97* «Пожарная безопасность зданий и сооружений».

## Комплектация
Чаще всего кровельные ограждения имеют следующую необходимую комплектацию:
1. Стойка (опора) ограждения. Элемент кровельного ограждения, который представляет собой трубу круглого сечения с определённым диаметром, толщиной 1,4 мм и альтернативной высотой в зависимости от типа исполнения.
2. Горизонтальный ограждающий элемент (основание ограждения кровельного). Элемент кровельного ограждения, представляющий собой трубу круглого сечения определённого диаметра, толщины и длины чаще всего для возможности удлинения труба является обжатой с одной стороны.
3. Универсальный кронштейн. Элемент кровельного ограждения, предназначенный для вертикальной установки ограждения в зависимости от угла наклона кровли и обеспечивающий надёжную установку на кровельном материале. При использовании совместно с регулировочным кронштейном позволяют смонтировать стойку на кровельном покрытии из различных материалов.
4. Элементы крепежа: саморезы, болты, гайки и шайбы.
5. Инструкция по монтажу.